# Leland Devon Melvin
Leland Devon Melvin (* 15. února 1964 Lynchburg, Virginie) je americký vědec a kosmonaut. Ve vesmíru byl dvakrát.

## Život

### Studium a zaměstnání
Absolvoval střední školu Heritage High School v rodném Lynchburgu (1982), ve studiích pokračoval na University of Richmond (1986) a University of Virginia (1991). Stal se z něj vědec, inženýr se zaměřením na chemii.
Pracoval pro NASA, středisko Langley Reseauch Center v Hamptonu.
V letech 1998 až 2000 absolvoval výcvik budoucích kosmonautů v Houstonu, poté byl zařazen do tamní jednotky astronautů NASA.
Zůstal svobodný. Má přezdívku Lee. Rád fotografuje, hraje na klavír, jezdí na kole, hraje tenis a ovládá snowboarding.

### Lety do vesmíru
Na oběžnou dráhu se v raketoplánu dostal dvakrát ve funkci letový specialista, pracoval na orbitální stanici ISS, strávil ve vesmíru 23 dní, 13 hodin a 28 minut.
- STS-122 Atlantis (7. února 2008 – 20. února 2008)
- STS-129 Atlantis (16. listopadu 2009 – 27. listopadu 2009)